# Kagohl 2
Kampfgeschwader der Obersten Heeresleitung 2, Kampfgeschwader Nr.2 – Kagohl 2 – jednostka lotnictwa niemieckiego Luftstreitkräfte z okresu I wojny światowej.

## Informacje ogólne
Jednostka została utworzona z Brieftauben-Abteilung Metz, 20 grudnia 1915 roku. Składała się z sześciu jednostek bojowych Kampfstaffeln, każda po 6 samolotów. Kasta 7, Kasta 8, Kasta 9, Kasta 10, Kasta 11 i Kasta 12.
W Kagohl 2 służyli między innymi (późniejsze asy myśliwskie): Manfred von Richthofen, Oskar Hennrich, Karl Emil Schäfer, Hans Joachim Rolfes, Otto Creutzmann, Johannes Janzen, Edgar Schlotz.
Dywizjon operował głównie na froncie zachodnim, używał między innymi samolotów Albatros D.II (Kasta 11), Albatros C.III (Kasta 10), Roland C.II (Kasta 8).

## Dowódcy Eskadry
| Stopień | Nazwisko   | Okres            |
| ------- | ---------- | ---------------- |
| kapitan | von Dewall | do 24 marca 1917 |